# Canard d'Overberg

Le canard d'Overberg (Overberger Ente, en allemand ; Overbergse eend, en néerlandais) est une race de

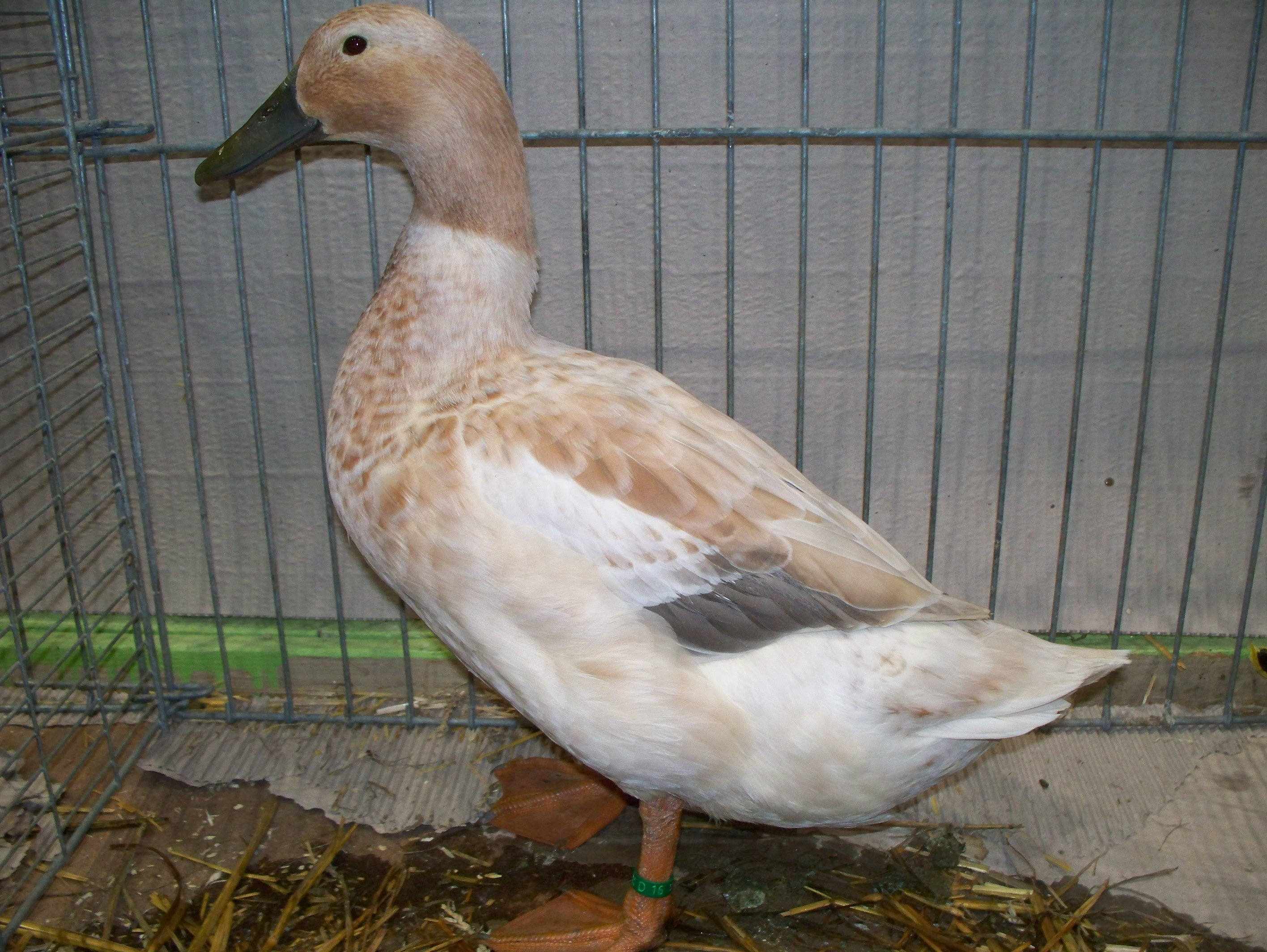
Cane d'Overberg.

canard domestique sélectionnée dans les années 1980 et obtenue vers 1990 par l'éleveur néerlandais Hans Ringnalda, dans la province d'Utrecht. Elle est issue de croisements entre différentes races de canards: canard campbell, canard streicher, orpington, bec-crochu hollandais, arlequin gallois, canard de Gimbsheim.

## Description
Il s'agit d'un canard robuste de taille moyenne d'allure bien dressée à la poitrine bien arrondie. Les ailes sont fermées et plaquées le long du corps. C'est un canard de caractère vif qui aime bouger. En plus de sa forme, c'est la couleur du plumage qui est remarquable car il présente une couleur bronze-gris. En effet la tête et le cou du mâle, ainsi que les plumes de la queue sont gris-bleu. Il présente un léger collier blanc à la base du cou. Le bas du cou, la poitrine et les ailes sont recouverts de plumes de couleur bronze, de plus en plus claires de haut en bas. Le sous plumage et le reste du corps sont blancs avec quelques plumes gris argenté. La cane à la tête bronze est tachetée de bronze sur des plumes blanches. Son bec est plus foncé que celui du mâle. Cette race a les yeux brun foncé.
Le mâle pèse entre 2,50 et 2,75 kg et la femelle de 2,25 kg à 2,50 kg. Elle pond des œufs blancs de 65 gr en moyenne.
Le canard d'Overberg a son standard reconnu aux Pays-Bas (en 1996) et en Allemagne. On remarque de plus en plus de sujets présents dans les expositions. Le baguage est de 16 mm.